# آدم تاغارت
آدم جيك تاغارت (بالإنجليزية: Adam Jake Taggart)‏ (ولد في 2 يونيو 1993 في بيرث) لاعب كرة قدم دولي أسترالي يلعب حاليا لصالح نادي فولهام في مركز المهاجم منذ 2014.